# Étage médiolittoral

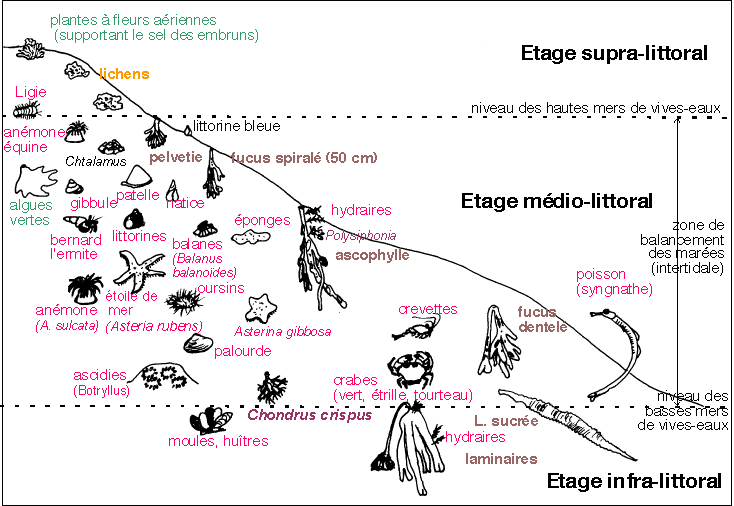
Étagement des algues et de la faune littorale.

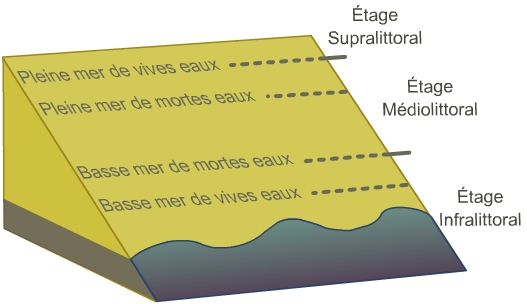
Représentation schématique des différents étages littoraux en fonction du jeu des marées. Les niveaux indiqués correspondent aux valeurs extrêmes (marées de vives eaux).

L'étage médiolittoral (parfois appelé étage hydrohalin) est la partie du littoral de balancement des marées où il y a alternance d'immersions et d'émersions.
Cet étage est délimité vers le haut par le niveau le plus haut atteint par les hautes mers de vive-eau et vers le bas par le niveau le plus bas des basses mer de vives-eau. Il est, avec l’étage supralittoral et l’étage infralittoral, l’un des trois étages constituant l'estran.
En Atlantique, Il est caractérisé par la présence des algues brunes de la famille des fucales. Les ceintures algales sont, de haut en bas, pour l'horizon supérieur : la ceinture de Pelvetia canaliculata.  L'espèce vit en mélange avec Ulva lactuca, Ulva compressa ou l'épiphyte Ceramium ciliatum ; pour l'horizon moyen : les ceintures de Fucus spiralis, Fucus vesiculosus, Fucus serratus et Ascophyllum nodosum, la dominance de l'une ou l'autre de ces deux dernières espèces étant fonction du mode (Ascophyllum l'emportant d'autant plus que le mode est plus calme). En mélange avec ces algues brunes nettement prédominantes, s'installent peu d'espèces (Ralfsia verrucosa, Mesophyllum lichenoïdes et Lithophyllum incrustans, algues encroûtantes, Catenella caespitosa et Hildenbrandia rubra ubiquiste) ; pour l'horizon inférieur : ceinture de Himanthalia elongata, à laquelle se mélangent Mastocarpus, Osmundea, Alaria esculenta, Chorda filum  et Chondrus crispus qui se retrouvent aussi dans l'étage inférieur.

## Mode abrité

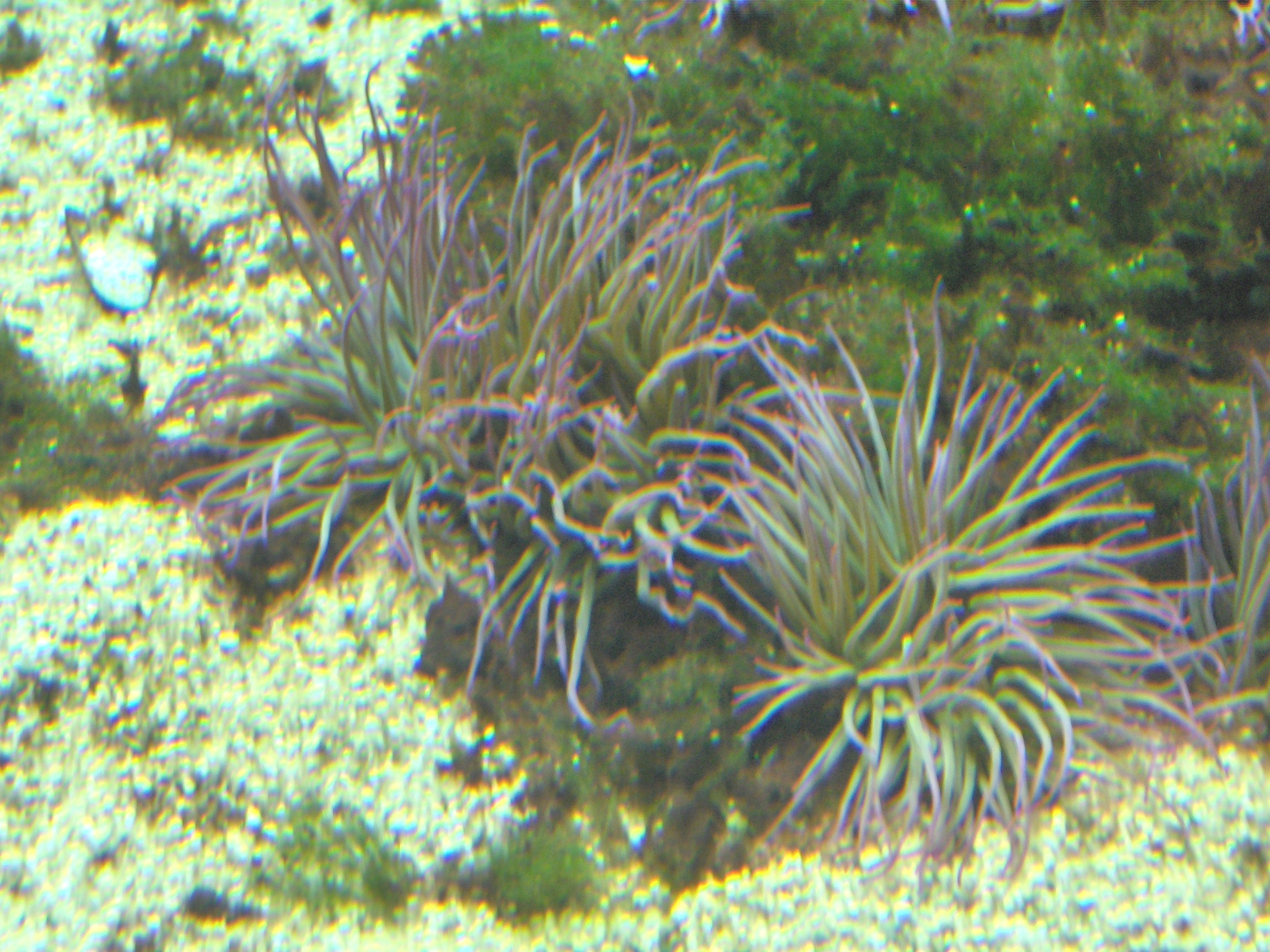
Anémone de mer.

### Flore
La ceinture de Fucus est remplacée par celle du lichen pygmée (sv).

## Mode semi-battu

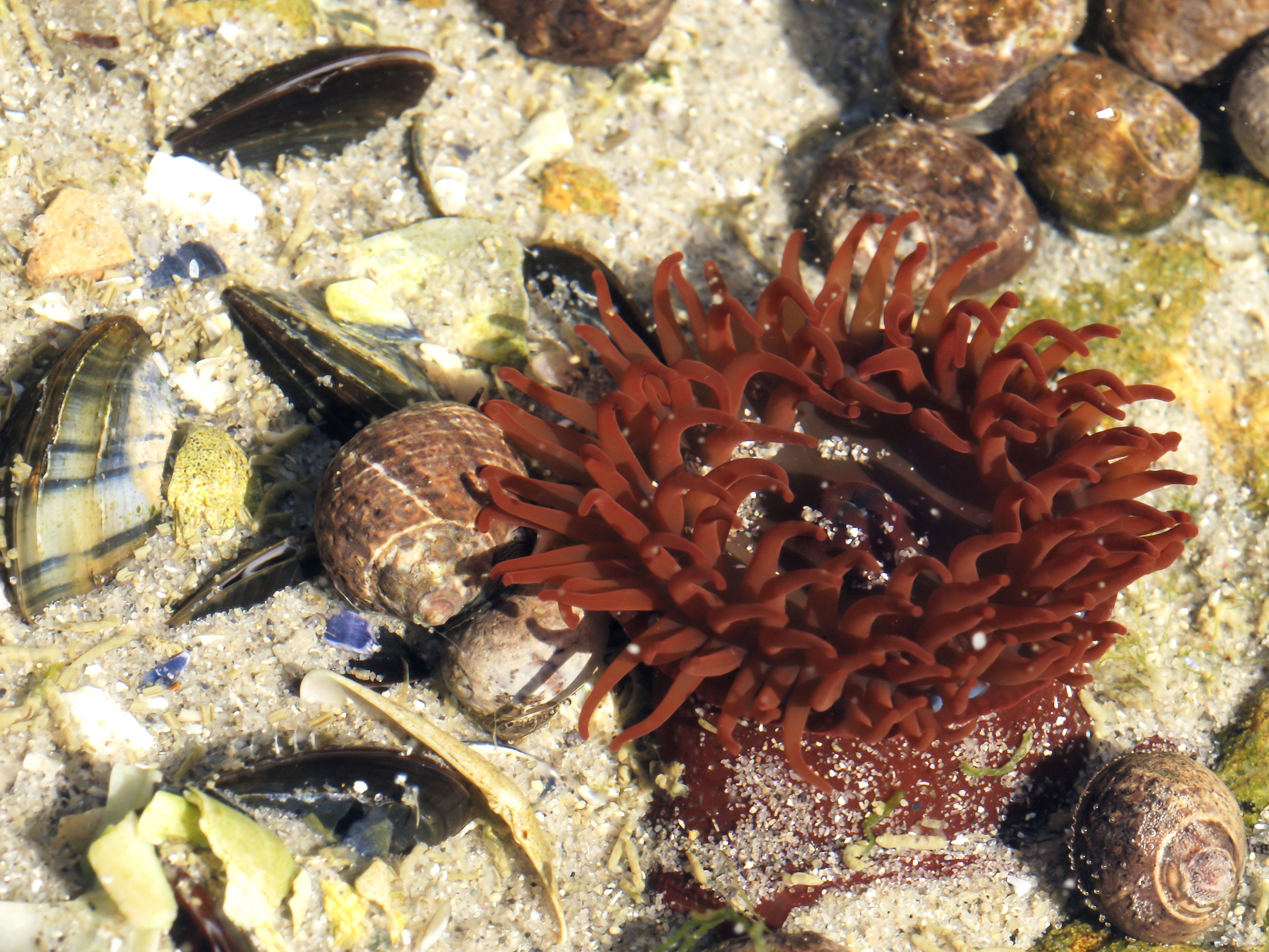
Actinie rouge.